# Lishu (sockenhuvudort i Kina, Heilongjiang Sheng, lat 46,22, long 130,40)
Lishu (kinesiska: 梨树, 梨树乡) är en sockenhuvudort i Kina. Den ligger i provinsen Heilongjiang, i den nordöstra delen av landet, omkring 300 kilometer öster om provinshuvudstaden Harbin. Antalet invånare är 33 095. Befolkningen består av 16 079 kvinnor och 17 016 män. Barn under 15 år utgör 14,0 %, vuxna 15-64 år 79 %, och äldre över 65 år 6,0 %.
Runt Lishu är det ganska tätbefolkat, med 72 invånare per kvadratkilometer. Närmaste större samhälle är Tulongshan, 19,8 km nordväst om Lishu. Trakten runt Lishu består till största delen av jordbruksmark.
Genomsnittlig årsnederbörd är 793 millimeter. Den regnigaste månaden är juli, med i genomsnitt 164 mm nederbörd, och den torraste är januari, med 5 mm nederbörd.